# Milasín
Milasín település Csehországban, a Žďár nad Sázavou-i járásban. Milasín Rožná, Bukov, Dolní Rožínka és Věžná településekkel határos. Lakosainak száma 47 fő (2024. január 1.).

## Népesség
A település lakosságának változását az alábbi diagram mutatja:
| Lakosok száma | 146  | 155  | 136  | 83   | 69   | 50   | 45   | 45   | 46   | 47   |
|               | 1869 | 1890 | 1921 | 1950 | 1980 | 2001 | 2017 | 2019 | 2022 | 2024 |